# Бель (Баткенская область)
Бель (кирг. Бель) — село в Кадамжайском районе Баткенской области Кыргызстана. Входит в состав айылного аймака Бирлик.

## География
Село расположено в восточной части области, на расстоянии приблизительно 44 километров (по прямой) к юго-западу от города Кадамжай, административного центра района. Абсолютная высота — 1541 метр над уровнем моря.

## Население
Согласно оценочным данным Национального статистического комитета Кыргызской Республики, численность населения села на начало 2023 года составляла 1127 человек.
| год     | 2009 | 2014 | 2015 | 2020 | 2021 | 2023 |
| ------- | ---- | ---- | ---- | ---- | ---- | ---- |
| человек | 871  | 909  | 921  | 1085 | 1103 | 1127 |